# Edmond Sauvageot
Edmond Sauvageot, né le 1er octobre 1898 à Tannay dans la Nièvre et mort le 11 octobre 1983 à Courtenay dans le Loiret, est un homme politique français.

## Détail des fonctions et des mandats
Mandat parlementaire
- 12 mars 1974 - 2 octobre 1977 : Sénateur des Français établis hors de France